# یواس‌اس امفیترایت (بی‌ام-۲)
یواس‌اس امفیترایت (بی‌ام-۲) (به انگلیسی: USS Amphitrite (BM-2)) یک کشتی بود که طول آن ۲۶۲ فوت ۹ اینچ (۸۰٫۰۹ متر) بود. این کشتی در سال ۱۸۸۳ ساخته شد.